# Província de Sagami
Sagami (相模国, Sagami no kuni) foi uma antiga província do Japão. Ocupava a maior parte da área da atual prefeitura de Kanagawa, exceto Yokohama e Kawasaki, hoje partes da prefeitura de Kanagawa, que não se localizavam em Sagami. Sagami fazia fronteira com as províncias de Izu, Kai, Musashi e Suruga.

Mapa das províncias japonesas com a província de Sagami em destaque

A antiga capital da província localizava-se próxima à moderna Hiratsuka. Durante o Período Sengoku, O castelo principal de Sagami ficava em Odawara, embora fosse administrado sobretudo a partir da vizinha maior, Musashi.

## Distritos históricos
- Prefeitura de Kanagawa
  - Distrito de Aiko (愛甲郡)
  - Distrito de Ashigarakami (Alto Ashigara) (足柄上郡)
  - Distrito de Ashigarashimo (Baixo Ashigara) (足柄下郡)
  - Distrito de Kamakura (鎌倉郡) - dissolvido
  - Distrito de Kōza (高座郡)
  - Distrito de Miura (三浦郡)
  - Distrito de Ōsumi (大住郡) - fundido com o Distrito de Yurugipara formar o Distrito de Naka (中郡) em 26 de março de 1896
  - Distrito de Tsukui (津久井郡) - dissolvido
  - Distrito de Yurugi (淘綾郡) - fundido com o Distrito de Ōsumi formar o Distrito de Naka em 26 de março de 1896

## Domínios no período do Bakumatsu
| Name               | tipo  | daimio | kokudaka     | notas |
| ------------------ | ----- | ------ | ------------ | ----- |
| Domínio de Odawara | fudai | Ōkubo  | 113,000 koku |       |

## Estrada Imperial
- Estrada de Tōkaidō – conectando Edo com Kyoto